# Công ty quảng cáo
Công ty quảng cáo, còn được hiểu là công ty sáng tạo và bao gồm cả công ty marketing hay công ty tiếp thị, là một doanh nghiệp chuyên về tạo lập, lên kế hoạch và nắm giữ quảng cáo hay đôi khi còn là các hình thức chiêu thị và marketing khác hướng đến khách hàng của họ. Nói chung thì công ty quảng cáo là độc lập với khách hàng, đó có thể là một phòng ban hay cơ quan nội bộ chuyên cung cấp tầm nhìn bên ngoài đối với nỗ lực bán các sản phẩm hay dịch vụ của khách hàng, hoặc cũng có thể là hãng thuê ngoài. Công ty còn có khả năng nắm giữ toàn bộ các chiến lược quảng bá marketing và nhận diện thương hiệu (branding) dành cho khách hàng của mình, cũng bao gồm cả doanh số.
Các khách hàng điển hình của công ty quảng cáo là các doanh nghiệp và đoàn thể, tổ chức phi chính phủ và các đơn vị tư nhân. Công ty dạng này có thể được thuê làm công việc sản xuất phim quảng cáo trên truyền hình, trên sóng phát thanh, quảng cáo trực tuyến, quảng cáo out-of-home, tiếp thị di động và quảng cáo AR, như một phần của chiến dịch quảng cáo.

## Danh sách công ty quảng cáo

### Các doanh nghiệp lớn nhất thế giới
Top 5 công ty quảng cáo lớn nhất, với doanh thu toàn cầu ước tính năm 2014 là:
1. Tập đoàn WPP, Luân Đôn, Anh Quốc: 19,0 tỷ đô la Mỹ
2. Omnicom Group, Thành phố New York, Mỹ: 15,3 tỷ đô la Mỹ
3. Publicis Groupe, Paris, Pháp: 9,6 tỷ đô la Mỹ
4. Interpublic Group, Thành phố New York, Mỹ: 7,5 tỷ đô la Mỹ
5. Dentsu, Tokyo, Nhật Bản: 6,0 tỷ đô la Mỹ